# ExComm
The Executive Committee of the National Security Council (almindeligt kaldt  Executive Committee eller EXCOMM) var en gruppe tjenestemænd i den amerikanske regering sammensat af John F. Kennedy under Cubakrisen for at finde ud af hvordan USA skulle svare på Sovjetunionens  etablering af raketter på Cuba i 1962.